# George Martin (admirál)
Sir George Martin (17. ledna 1765 – 28. července 1847, Londýn, Anglie) byl britský admirál. V Royal Navy sloužil od dětství, vyznamenal se ve válce proti revoluční Francii, během napoleonských válek byl již uznávaným námořním vojevůdcem a v roce 1810 dosáhl hodnosti viceadmirála. Po skončení napoleonských válek byl povýšen do šlechtického stavu (1815) a později zastával řadu dalších funkcí. Krátce před smrtí dosáhl nejvyšší možné hodnosti velkoadmirála (1846).

## Životopis
Pocházel z rodiny s námořní tradicí, narodil se jako syn kapitána Williama Martina, po matce byl vnukem admirála Williama Rowleye (1690–1768), byl též prasynovcem admirála Williama Martina (1696–1756). Do královského námořnictva vstoupil v roce 1776, službu začal jako kapitánský sluha, zúčastnil se války proti USA a již v šestnácti letech byl poručíkem. V závěru války dosáhl hodnosti kapitána (1783), poté byl v době míru několik let mimo aktivní službu. Od roku 1789 sloužil u břehů Irska, za francouzských revolučních válek byl v roce 1795 pověřen doprovodem vojenského sboru generála Abercrombyho do Karibiku, vylodění na Závětrných ostrovech se však podařilo až v roce 1796. Po návratu do Evropy se pod velením admirála Jervise zúčastnil bitvy u mysu sv. Vincenta (1797). Poté sloužil v Lamanšském průlivu a ve Středomoří, podílel se na blokádě Malty a v roce 1800 se připojil k admirálu Keithovi na cestě z Egypta.
Po uzavření míru s Francií (1802) žil krátce v Anglii, poté se znovu zapojil do obnovených bojů s napoleonskou Francií. V roce 1804 byl jmenován plukovníkem námořní pěchoty (Royal Marines), operoval v Lamanšském průlivu a zúčastnil se bitvy u mysu Finisterre. V roce 1806 dosáhl hodnosti kontradmirála, sloužil ve Středomoří a z moře podporoval činnost britských vojenských jednotek v Itálii a Portugalsku. V roce 1810 byl povýšen na viceadmirála a poté byl vrchním velitelem námořních sil v Palermu. Hned po skončení napoleonských válek odešel do výslužby a jako rytíř Řádu lázně byl povýšen do šlechtického stavu s titulem Sir. V roce 1821 byl povýšen na admirála a téhož roku obdržel velkokříž Řádu lázně, v letech 1824–1827 byl velitelem v Portsmouthu. Později zastával čestné funkce kontradmirála Spojeného království (1833–1834) a viceadmirála Spojeného království (1834–1847). V roce 1837 obdržel velkokříž Řádu sv. Michala a sv. Jiří a krátce před smrtí dosáhl nejvyšší možné hodnosti velkoadmirála (Admiral of the Fleet, 1846).
Byl dvakrát ženatý (první manželka Harriet Bentinck, druhá manželka Anne Locke), ale neměl žádné děti.
Švagr William Bentinck (1764–1813) dosáhl u námořnictva hodnosti viceadmirála. Námořními vojevůdci a britskými admirály byli také Georgovi bratranci Josias Rowley (1765–1842) a Charles Rowley (1770–1845).